# Девін
Девін (рос. дэвин; англ. davyne; нім. Davyn n) — мінерал, алюмосилікат натрію, калію та кальцію каркасної будови з групи канкриніту.

## Загальний опис
Хімічна формула: [(Na, Ca, K)8Al6Si6O24(Cl2, SO4, CO3)2-3] або (Na, Ca, K)9[(Cl, SO4, CO3)3|(Si, Al)12O24]•H2O.
Сингонія гексагональна.
Густина 2,4-2,5.
Твердість 6,0-6,5.
Безбарвні призматичні кристали зі скляним блиском.
Відомий з Монте-Соммі, Везувій, а також на р. Слюдянці (Забайкалля). Асоціює з нефеліном. Інша назва — давін.